# Bridgette Gordon
Pour les articles homonymes, voir Gordon.
Bridgette C. Gordon, née le 27 avril 1967 à DeLand, en Floride, est une joueuse américaine de basket-ball. Elle évoluait au poste d'ailière.

## Palmarès
- Championne olympique 1988
- Troisième des Jeux panaméricains de 1991
- Championne NCAA 1987 et 1989
- Most Outstanding Player 1989